# Феліпе Кальдерон
Фелі́пе де Хесу́с Кальдеро́н Інохо́са (ісп. Felipe de Jesús Calderón Hinojosa; нар. 18 серпня 1962) — колишній президент Мексики. Народився в місті Морелія, штат Мічоакан в родині Луїса Кальдерона і Марії Ґонсалес.

## Біографія
Батько Феліпе був сенатором і співзасновником Партії національної дії (ПНД), займав провідні посади в уряді штату та був депутатом парламенту. Отримавши ступінь бакалавра з юриспруденції Феліпе продовжив своє навчання в Автономному технічному інституті Мексики, де здобув ступінь магістра з економіки. Свою освіту він закінчував в Гарвардському університеті США. Довгий час він також працював в партії (ПНД) і навіть там познайомився зі своєю майбутньою дружиною Марґаритою Савала. В них народилося троє дітей — Марія, Луїс Феліп та Хуан Пабло.
Його було обрано в Законодавчі збори штату та двічі в федеральний парламент. У 1995 р. він балотувався за посаду губернатора штату Мічоакан і також був президентом партії з 1996 по 1999 р. З обранням Вісенте Фокса президентом Мексики він був призначений президентом федерального банку розвитку. Пізніше він отримав посаду в уряді країни — його було призначено міністром енергетики. Пізніше через суперечки з Фоксом щодо своїх власних планів висуватися на пост президента він залишив кабінет та працю в уряді.
Кандидатура Феліпе Кальдерона отримала підтримку серед членів партії в кінці 2005 і він випередив інших кандидатів від партії (ПНД). У передвиборній компанії він спочатку випередив свого основного конкурента Лопеса Обрадора, але пізніше розрив між кандидатами починав звужуватися. В результаті виборів 2 липня 2006 року Феліпе Кальдерон набрав трохи більше голосів ніж його конкурент. Розрив між кандидатами був настільки невеликий, що прихильники опонента почали кампанію протестів з вимогами перерахувати голоси. Однак, 5 вересня 2006 року Федеральний інститут виборів визнав його переможцем з відривом від Лопеса Обрадора лише у 0,56 %. Хоча й були визнані невеликі порушення, Феліпе Кальдерон був проголошений президентом 1 грудня 2006 року.
На посаді Кальдерон провів декілька реформ. Серед них — імміграційна, за якою нелегальна міграція до Мексики перестала бути кримінальним злочином. Також президент приділяв значну увагу міжнародним відносинам, добився у цій сфері значних успіхів. Міжнародні експерти високо оцінили екологічну політику Кальдерона, спрямовану на захист довкілля в країні.
Наступником Феліпе Кальдерона став колишній губернатор штату Мехіко, мексиканський політик Енріке Пенья Ньєто. Його інавгурація відбулася 1 грудня 2012 року.